# Ulica Głuska w Lublinie
Ulica Głuska w Lublinie – jedna z głównych ulic Lublina o długości nieco ponad 4 km. Łączy ona dzielnicę Dziesiąta z Głuskiem (także dzielnicą Lublina) oraz miejscowościami na południe, m.in. Dominowem.
Ulica od początku biegnie prosto, przebiega mostem nad Czerniejówką, a następnie skręca o 90 stopni w prawo i dalej biegnie względnie prosto. Przy ul. Głuskiej znajdują się dwa zabytkowe budynki: późnobarokowy Kościół św. Jakuba Apostoła oraz ratusz z przełomu XVII i XVIII wieku. Do 2015 roku był tam także zlokalizowany nowszy ratusz gminy Głusk (rzadki przypadek położenia siedziby gminy w innym mieście), ale od 2015 siedzibę gminy przeniesiono do Dominowa, a budynek utracił status ratusza. Przy ul. Głuskiej 1 ma siedzibę Szpital Psychiatryczny, zwany przez mieszkańców Lublina "Abramowicami", mimo że formalnie leży w dzielnicy Dziesiąta.

## Komunikacja miejska
Ulicą Głuską kursują następujące linie autobusowe MPK Lublin: 
- na całej długości do pętli przy ul. Strojnowskiego: 3 (część kursów dojeżdża dalej do Dominowa),
- 73
- na odcinku od ul. Strojnowskiego do ul. Wygodnej: 16
- od Dominowa do ul. Wygodnej: 16 – kursy wariantowe przez Dominów.